# Camille Médy
André Camille Médy (* 24. Dezember 1902 in Gérardmer; † 28. Mai 1989 ebenda) war ein französischer Skilangläufer.
Médy, der für den Club Athlétique Gérômois startete, belegte bei den Olympischen Winterspielen 1924 in Chamonix den 18. Platz über 50 km. Bei den Olympischen Winterspielen vier Jahre später in St. Moritz nahm er erneut am 50-km-Lauf teil, den er aber vorzeitig beendete.